# Université municipale de Miyazaki
L'université municipale de Miyazaki (宮崎公立大学, miyazakikouritsudaiku) est une université publique japonaise, se situant dans la ville de Miyazaki.

## Enseignements

### Langues
- L'université propose des cours d'anglais, chinois, coréen et français.